# Chaetona icterica
Chaetona icterica là một loài ruồi trong họ Tachinidae.